# Pieter van Bloemen
Pieter van Bloemen, surnommé Standaart ou Stendardo, baptisé le 17 janvier 1657 à Anvers et mort le 6 mars 1720  dans la même ville, est un peintre flamand. Il est le frère ainé de deux autres peintres, Jan Frans van Bloemen et Norbert van Bloemen.

## Biographie
Élève de Simon Johannes van Douw, Pieter van Bloemen est admis maître de la guilde de Saint-Luc d'Anvers en 1674, à seulement 17 ans. En 1684, il est à Lyon en compagnie de deux autres peintres hollandais, Adriaen van der Kabel et Gillis Weenix. En 1688, il est à Rome où il est inscrit, avec son frère Jan Frans, à la paroisse de Sant’Andrea delle Fratte. Ils y sont rejoints en 1690 par leur frère Norbert. Pieter rejoint alors les Bentvueghels, un groupe d'artistes flamands installés à Rome, et voyage à Naples, en Sicile et à Malte. Il revient à Anvers en 1694 et est nommé directeur de l'Académie d'Anvers en 1699.

Pieter van Bloemen a été le maître de ses jeunes frères et de Peeter van Aken et Frans van Alter.

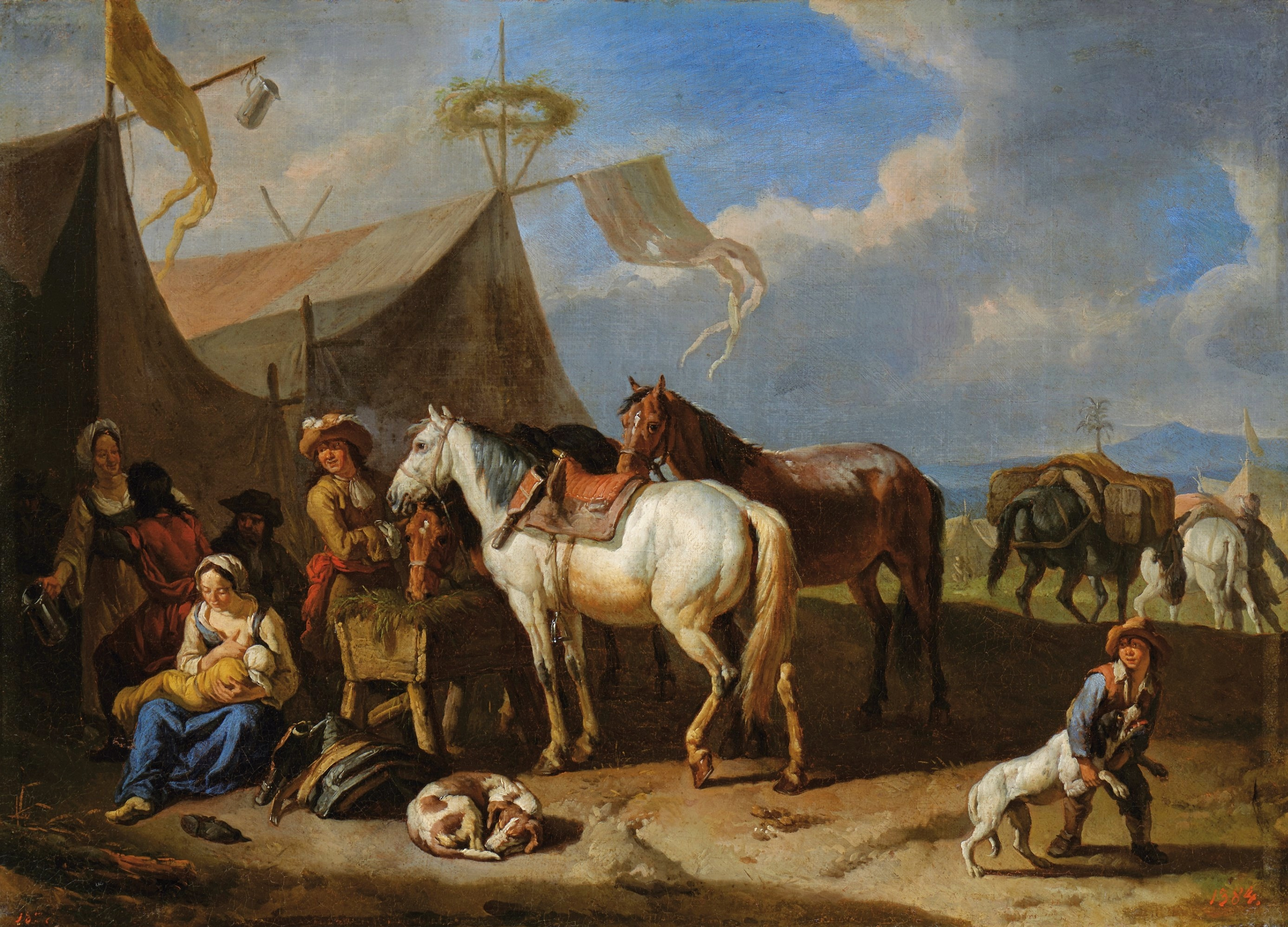
Scène de camp avec une femme allaitant un bébé, années 1690, Musée national de Varsovie.

## Œuvres
Peintre prolifique, Pieter van Bloemen est surtout connu pour ses paysages italianisants et ses compositions représentants des animaux, en particulier des chevaux, ou des scènes de genre.
- L’arrêt[4], vers 1694, Musée d’art de Worcester, Worcester.
- Caravane[5], 1704, Musée du Prado, Madrid.
- Paysage avec des bergers et des animaux devant les thermes de Dioclétien[6], v. 1700, Galerie National d'Ecosse, Edimbourgh.
- Manège devant un parc[7], 1716, Alte Pinakothek, Munich.
- Manège devant des ruines antiques[8], 1716, Alte Pinakothek, Munich.

## Galerie

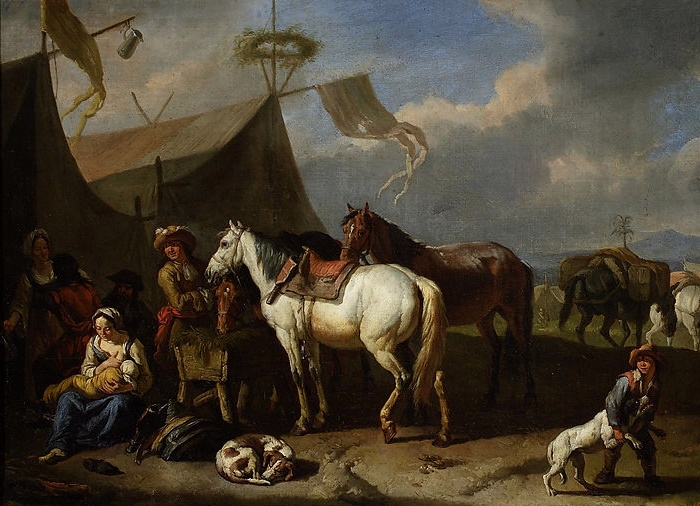
Scène de camp avec une femme allaitant un bébé, années 1690, Musée national de Varsovie.
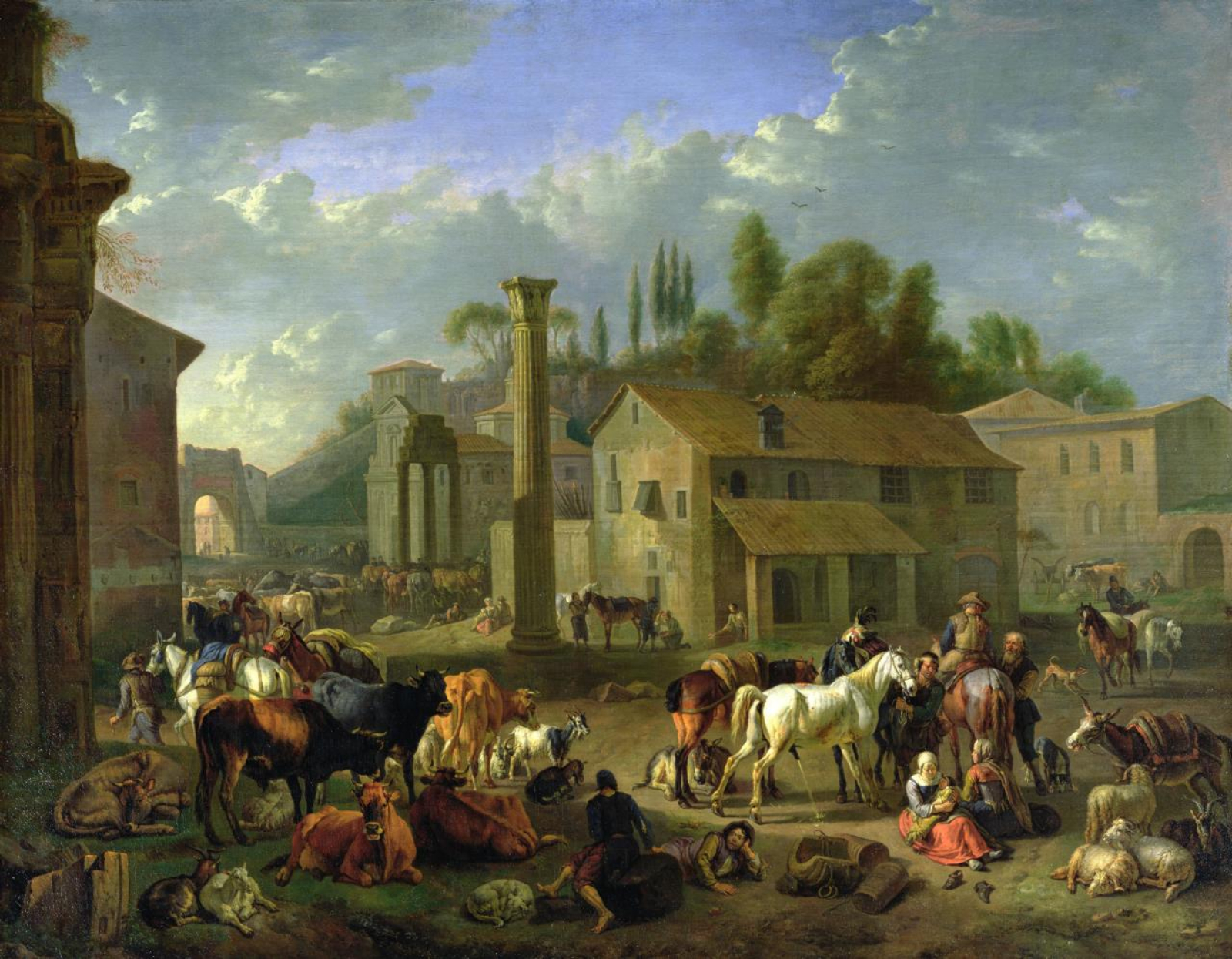
Soldats installés dans un village, 1697, York Museums Trust.
Le maréchal-ferrant, 1706, Musée des Augustins de Toulouse.
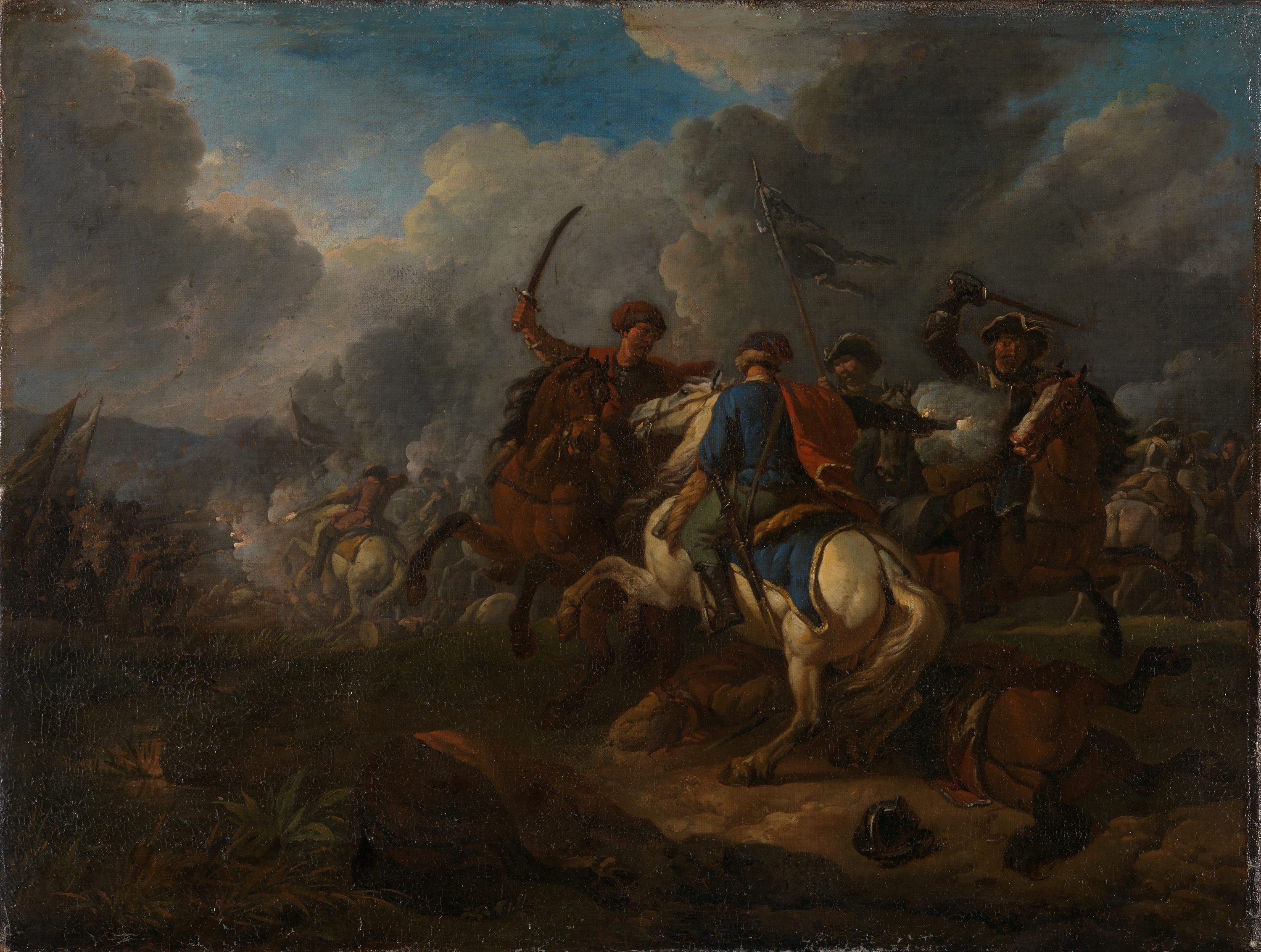
Combat entre cavaliers, 1709, Galerie National d'Oslo.